# 鲈尾孢虫
鲈尾孢虫（学名：Henneguya psorospermica）为尾孢科尾孢虫属的动物。分布于法国、瑞士、俄罗斯以及新疆等，营寄生生活，寄生在河鲈的鳃。